# Sixto Rodriguez
Sixto Díaz Rodríguez (também conhecido como Rodríguez ou como Jesús Rodríguez; Detroit, 10 de julho de 1942 – 8 de agosto de 2023) foi um músico folk americano nascido em Detroit, Michigan. Sua carreira inicialmente teve vida curta, com dois álbuns pouco vendidos no início de 1970 e uma breve turnê na Austrália. Sem que ele soubesse, no entanto, a sua obra tornou-se extremamente bem-sucedida e influente na África do Sul, embora tenha existido erroneamente rumores no país de que ele haveria cometido suicídio.
Na década de 1990, os fãs sul-africanos, determinados, conseguiram contactá-lo, o que levou a um inesperado renascimento de sua carreira musical. Sua história é contada no documentário Searching for Sugar Man, vencedor do Academy Award de 2012, que também ajudou a dar a Rodríguez uma medida de fama em seu país natal.

## Início de vida
Rodríguez nasceu em Detroit, Michigan. Ele foi chamado de 'Sixto' (pronuncia-se Seez-Too), porque ele era o sexto filho de sua família. Os pais de Rodríguez eram da classe trabalhadora. Seu pai era um imigrante que tinha chegado aos Estados Unidos vindo do México na década de 1920 e sua mãe era descendente mista, nativa americana e europeia. Na maioria de suas canções, ele assume uma postura política sobre as dificuldades enfrentadas pelos pobres em centros urbanos.
Rodriguez ganhou um Ph.B. bacharel em Filosofia do Monteith College da Wayne State University, em 1981.

## Morte
Rodriguez morreu no dia 8 de agosto de 2023, aos 81 anos.

## Discografia

### Álbuns
álbuns de estúdio
- 1970: Cold Fact
- 1971: Coming from Reality

Álbuns ao vivo
- 1981: Rodríguez Alive (Austrália);
- 1998: Live Fact (África do Sul);

Compilações
- 1976: After the Fact (reedição de Coming From Reality) (South Africa);
- 1977: At His Best (Austrália);
- 1982: The Best of Rodriguez (África do Sul);
- 2005: Sugarman: The Best of Rodriguez (África do Sul).

### Singles
- 1967: "I'll Slip Away" b/w "You'd Like to Admit It" (as Rod Riguez);
- 1970: "Inner City Blues" b/w "Forget It";
- 1970: "To Whom It May Concern" b/w "I Think of You";
- 1977: "Sugar Man" b/w "Inner City Blues" (Austrália);
- 1978: "Climb Up on My Music" b/w "To Whom It May Concern" (Austrália);
- 2002: "Sugar Man" b/w "Tom Cat" (de Muddy Waters) (Austrália).